# Collegiata di San Lorenzo (Montevarchi)
La collegiata di San Lorenzo è la principale chiesa di Montevarchi. Si trova sul lato est di piazza Varchi, la piazza centrale della città.

## Storia

### Il Poggio di Cennano
La primitiva e originaria chiesa di San Lorenzo in Montevarchi era una cappellina che si trovava sul Poggio di Cennano fondata non prima del XII secolo all'interno delle mura del castellare di Montevarchi, che aveva già la sua chiesa parrocchiale, ovvero Sant'Andrea Apostolo a Cennano. I Conti Guidi, proprietari del castello e del suo territorio, vollero una seconda chiesa nella piccola comunità non solo per avere una propria cappella privata, ma anche per questioni politiche. I primi signori del castello, i marchesi di Colle detti poi Bourbon del Monte Santa Maria erano legati al vescovato aretino che avevano più volte presieduto. Per questo Sant'Andrea, fin dalla sua fondazione, apparteneva alla diocesi di Arezzo pur trovandosi in diocesi di Fiesole. Il confine tra le due diocesi era ed è lungo in corso d'acqua chiamato appunto Dogana sotto al colle su cui sorgeva il castello. Ma, fino a tutto il XIII secolo, il Valdarno superiore fino a Figline era praticamente disabitato e dunque, attraversato il borro venendo da Arezzo verso Firenze, il primo insediamento religioso fiesolano che si incontrava era la Pieve di Cavriglia che distava dal confine oltre 6 km in linea d'aria mentre Arezzo aveva, appena al di là del fiume, un grande ospedale con annesso monastero, quello di Sant' Angelo alla Ginestra.
Il castello di Montevarchi venne dunque edificato dai Bourbon del Monte per poter controllare e difendere il monastero della Ginestra da qualsiasi attacco, che, trovandosi su una delle arterie viarie principali che collegavano Roma con il Nord Europa molto frequentata dai pellegrini, forniva lucrosi guadagni dalla riscossione dei pedaggi. E un fortilizio che fosse in posizione rialzata ai fini di controllo poteva sorgere solo sul Poggio di Cennano che però era fuori dalla giurisdizione dei vescovi aretini. Questo fu possibile tra 1014 e 1027 ossia durante il marchesato di Ranieri di Toscana, capostipite dei Bourbon del Monte, poiché solo il signore di Toscana, di cui i vescovi-conti di Arezzo e Fiesole erano vassalli, poteva autorizzare tale operazione. Quando però il castello passò ai Guidi la situazione cambiò radicalmente perché i nuovi conti erano da tempo in conflitto aperto con i vescovi di Arezzo. Pertanto la fondazione di una seconda chiesa, come suffraganea della pieve di Cavriglia e quindi sotto Fiesole, era una chiara dichiarazione d'intenti.

### La discesa nel Mercatale

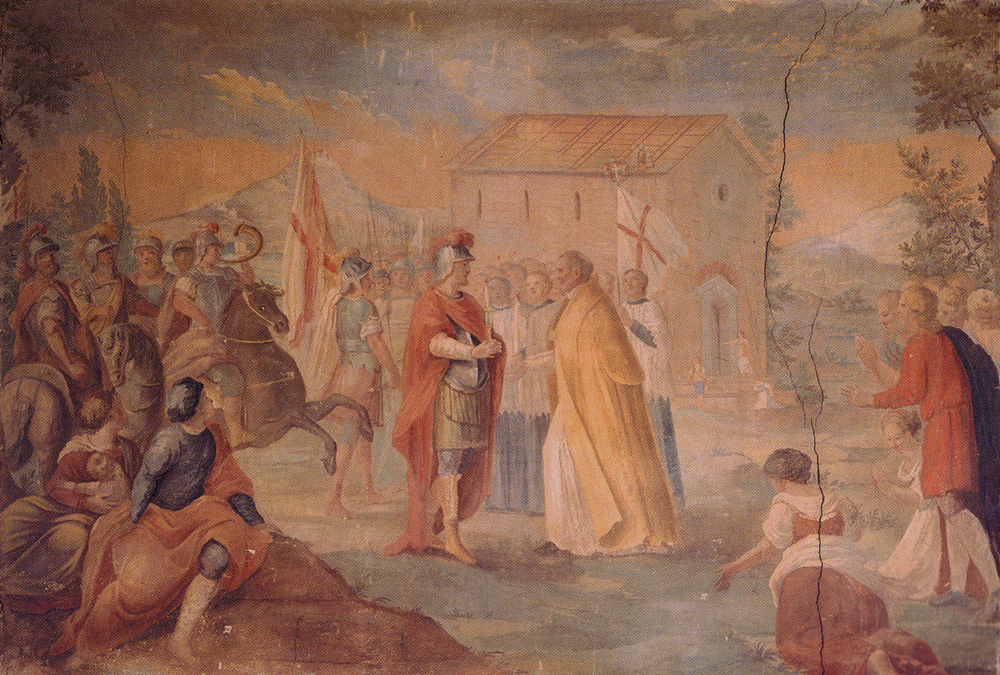
Fantasiosa ricostruzione della donazione della reliquia del Sacro Latte al priore di San Lorenzo in un affresco settecentesco di Palazzo Mari. Sullo sfondo la prima chiesa laurentina del mercatale

La convivenza sul poggio tra le due chiese durò comunque poco perché l'instabile colle di Cennano, sotto il peso degli edifici e delle attività, cominciò a franare e nel corso del XIII secolo prima gli abitanti del borgo, poi le parrocchie si trasferirono sotto il colle, al lato del Dogana e in Diocesi di Fiesole. Infatti, davanti al luogo dove sorgeva l'antica chiesa di Cennano, segnato oggi dalla cappellina di Cennanuzzo, e dove presumibilmente era stato edificato il primo borgo, si apre una scarpata risultato di frane e cedimenti. Il mastio del castello invece, e dunque la chiesetta di San Lorenzo in un primo momento rimasero sul colle, perché si trovavano in un'area della collina più stabile. L'atto del 6 novembre 1227, col quale il medico Giovanni di Ughetto donava alla canonica di San Lorenzo un'abitazione è stato più volte considerato la dimostrazione che già in quel periodo San Lorenzo si era trasferita a valle. Questo per avvalorare la tradizione cinquecentesca che il conte Guido Guerra avesse donato nel 1266 proprio a San Lorenzo la reliquia del Sacro Latte della quale, però, non esistono prove documentarie. Fatto sta che nel 1275 Manetto, vescovo di Fiesole, e Guglielmino Ubertini, vescovo di Arezzo, si accordarono perché la parrocchia di Cennano, pur rimanendo sotto la diocesi aretina, riconoscesse la superiorità della chiesa di San Lorenzo e di Fiesole, che pare essere la prova di una recente, o prossima, fondazione di una nuova chiesa di San Lorenzo nel borgo ai piedi del castello. Di un simile compromesso non ci sarebbe stato bisogno se le due chiese, da separate che erano, non si fossero riavvicinate. L'opera più antica pertinente alla chiesa, il bassorilievo anonimo del Martirio di San Lorenzo datato 1283, testimonia comunque la sua, almeno parziale, avvenuta edificazione.

### San Lorenzo tardo-romanica

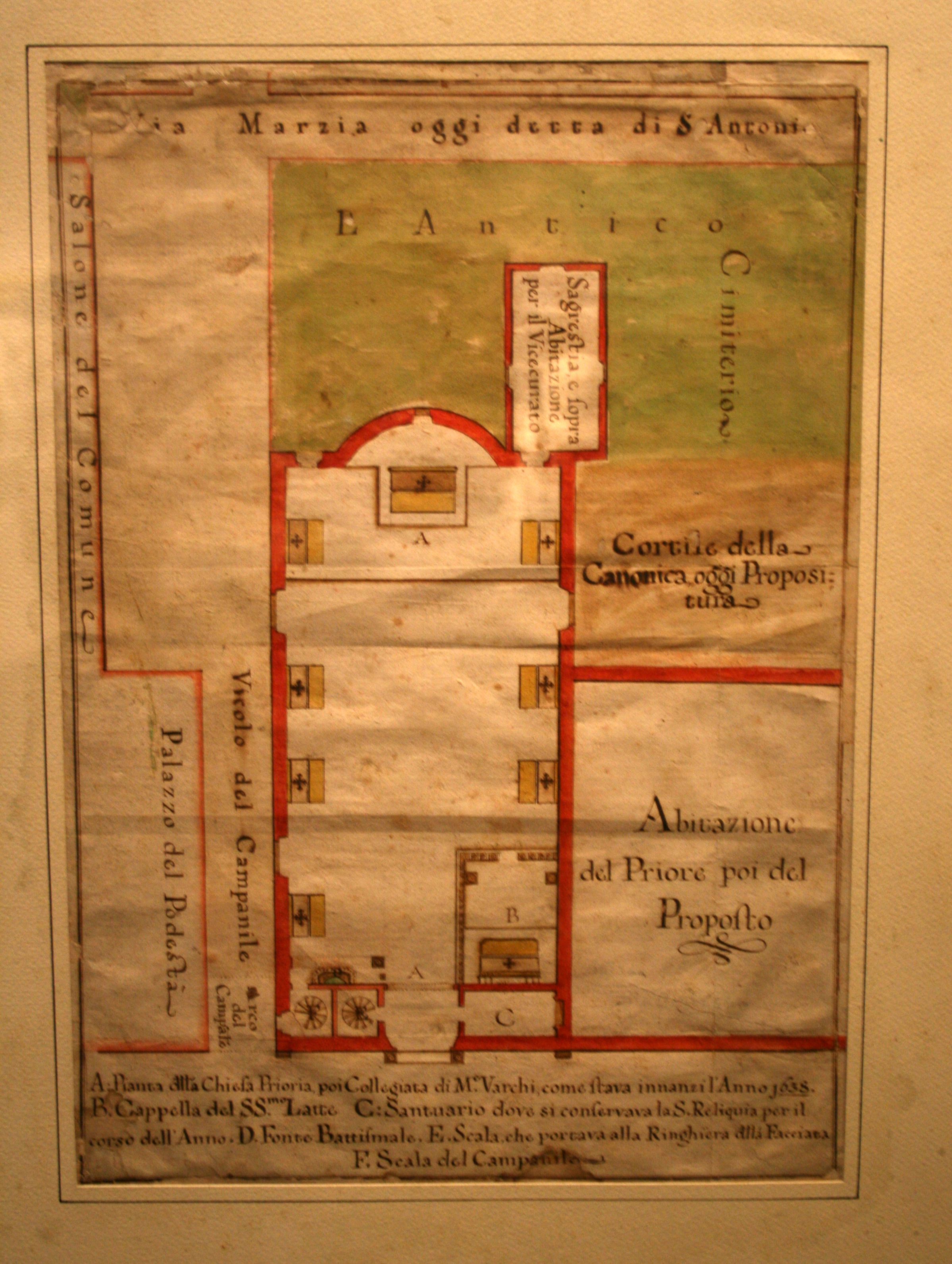
Mappa dell'antica chiesa di San Lorenzo con gli altari aboliti poi dal vescovo Francesco da Diacceto il Giovane. Montevarchi, Museo della Collegiata

La costruzione della chiesa dovette protrarsi a lungo dato che la reliquia del Sacro Latte, arrivata a Montevarchi tra la fine del XIII secolo e la prima metà del XIV, pare che sia stata originariamente riposta in San Ludovico a causa del fatto che ancora San Lorenzo non era stata ultimata. Siccome la costruzione di San Ludovico cominciò nel 1327 e finì, con la realizzazione dell'altare maggiore, solo nel 1360, è forse contemporaneamente o di poco posteriormente a quel periodo che si deve far risalire il completamento della chiesa. Di come dovesse apparire la chiesa di San Lorenzo prima della ristrutturazione in chiave barocca di Massimiliano Soldani Benzi, ne ha lasciato memoria il proposto Prospero Gasparo Conti. L'antica San Lorenzo, con il suo stile ibrido che si ipotizza potrebbe aver oscillato tra il tardo romanico e il gotico toscano, non doveva essere dissimile, per convergenze sia spaziali che temporali, a quello di numerose chiese fiorentine. Era a navata unica, senza cappelle laterali e coperta da capriate lignee.

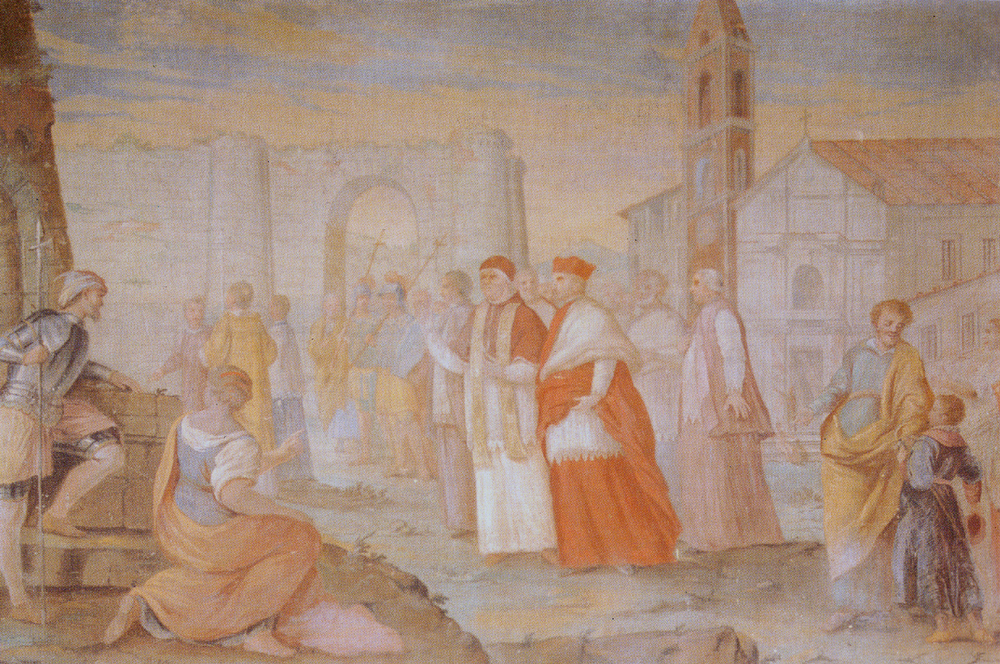
Leone X in visita a Montevarchi con San Lorenzo sullo sfondo. Montevarchi, Palazzo Mari
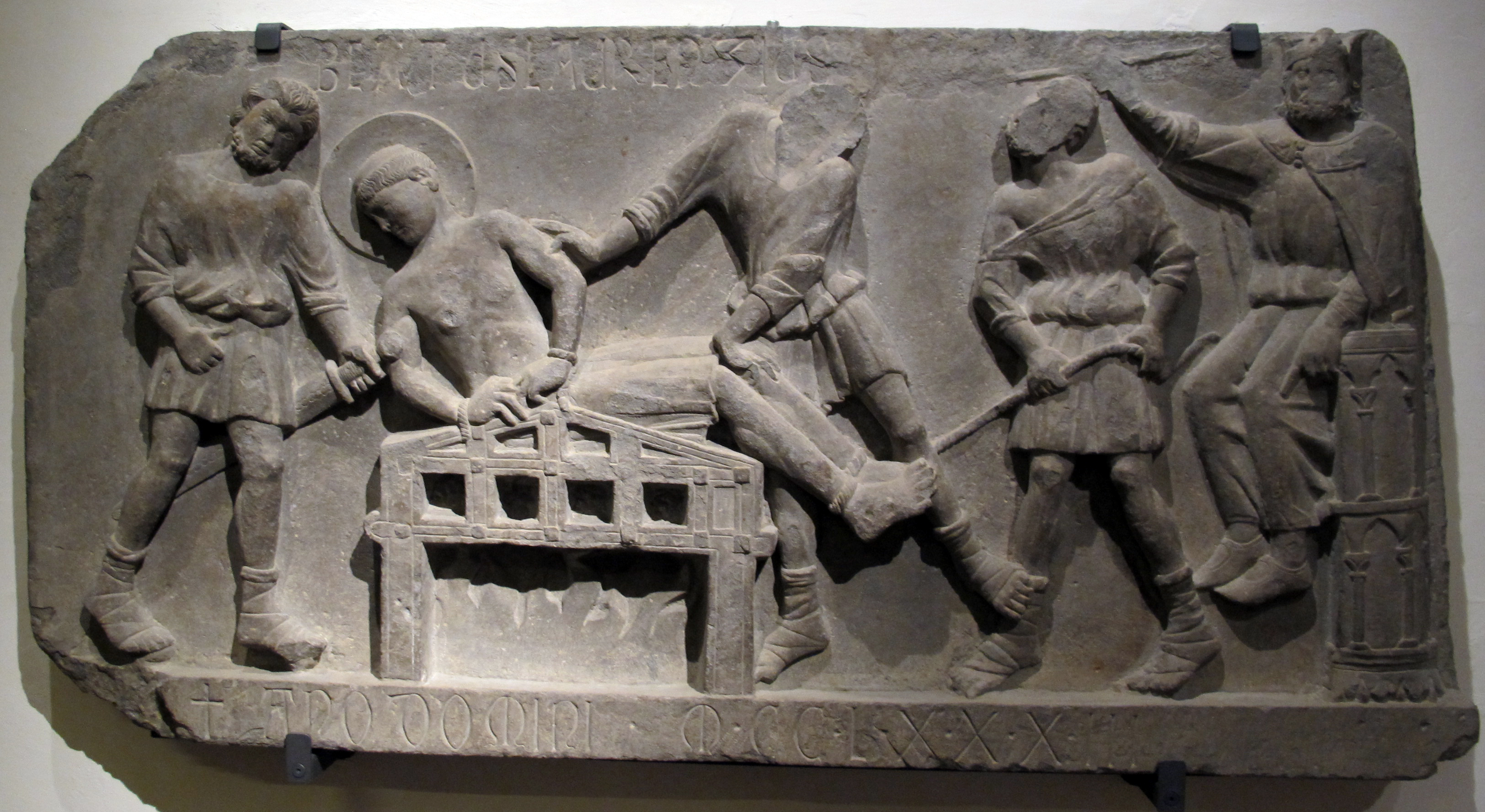
Il "Martirio di San Lorenzo" unico pezzo rimasto della fase tardo-romanica di San Lorenzo. Il bassorilievo riporta la data del 1283

### La chiesa tra XV e XVI secolo
La chiesa che viene descritta nelle visite pastorali del XV secolo è ancora sostanzialmente quella medievale, ma sappiamo che almeno in questo periodo vi erano già quattro altari lungo la navata, compreso quello del Sacro Latte. Per quanto riguarda l'esterno, nel 1440 venne costruito il campanile al quale nel 1560 venne aggiunta la guglia piramidale che gli funge da tetto.

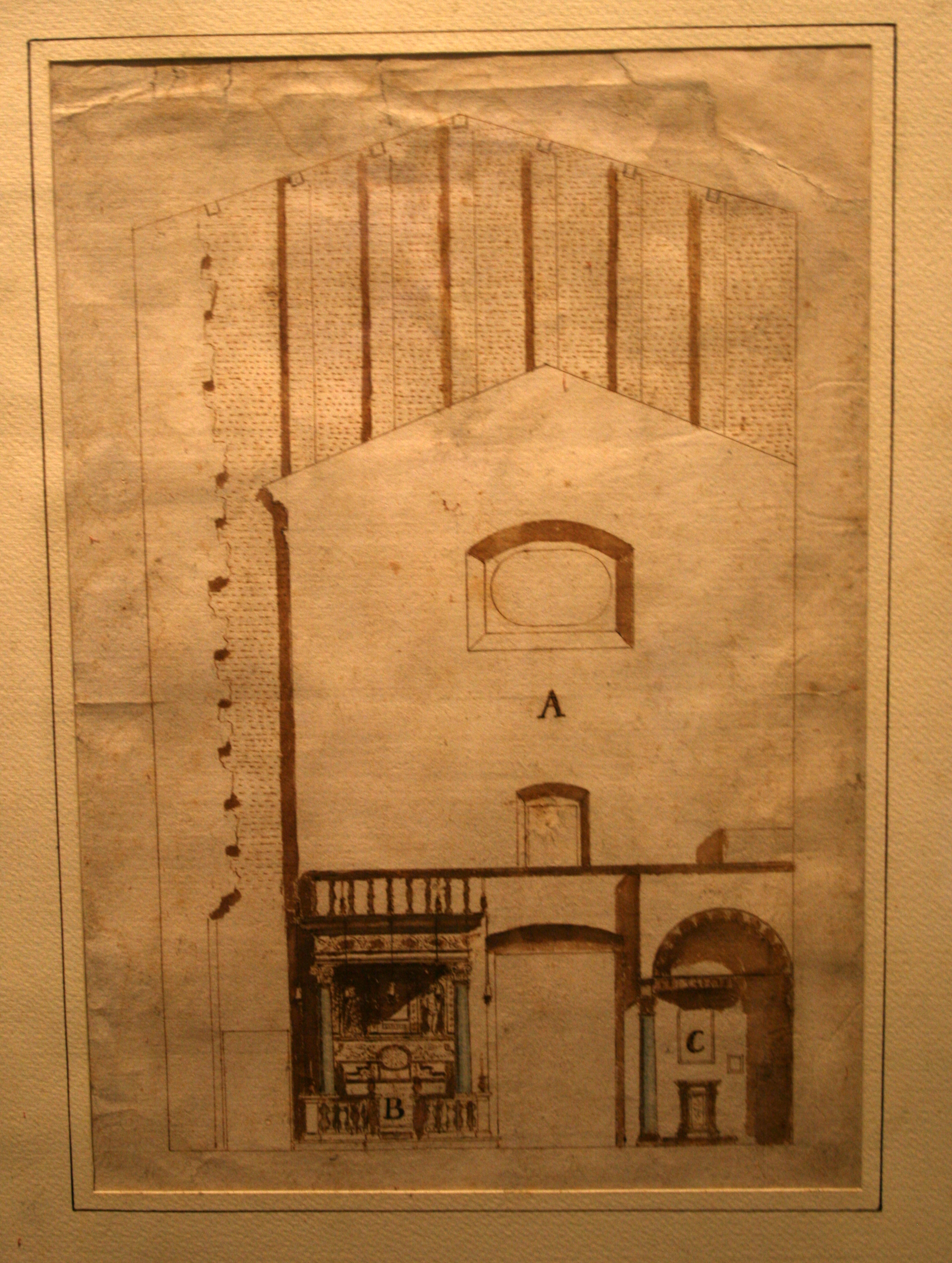
La facciata interna della prima San Lorenzo con, a sinistra, l'ubicazione in controfacciata, della Cappella del Latte o "Tempietto robbiano" e del fonte battesimale. Sullo sfondo il confronto con la struttura ampliata da Soldani Benzi. Montevarchi, Museo della Collegiata

Intorno al 1490 si decise di costruire una nuova cappella per l'esposizione e la venerazione della reliquia, che fu realizzata all'angolo della chiesa tra la controfacciata e la navata destra negli anni seguenti. La Cappella del Sacro Latte, comunemente chiamato Tempietto, decorata tra 1490 e 1499 dalle terracotte invetriate di Andrea della Robbia, era costituita da un'edicola sostenuta da colonne corinzie e coperta da un alto baldacchino, che custodiva, all'interno, l'altare addossato alla controfacciata e comunicante con un piccolo vano che custodiva la reliquia. La struttura, che riprendeva le simili edicole mariane della Santissima Annunziata a Firenze e del Santuario dell'Impruneta, fu smantellata negli interventi seicenteschi, ma è oggi visibile rimontata nel Museo di arte sacra.

### La fine della tregua con Cennano e l'elevazione a collegiata
Pur rimanendo seconda a San Lorenzo, secondo l'accordo firmato nel lontano 1275, la chiesa di Sant'Andrea a Cennano nei secoli aveva continuato a crescere e ad arricchirsi, così il vescovo di Arezzo Bernardetto Minerbetti nel 1557 decise di elevarla a prepositura parificandola, ecclesiasticamente, a San Lorenzo. E in città scoppiarono le proteste, legate a questioni economiche, di prestigio e di potere. Infatti i prelati delle due chiese, tutti appartenenti alle famiglie più in vista di Montevarchi si contendevano le cariche ecclesiastiche più redditizie per le rendite che producevano, ma anche più importanti e prestigiose. Adesso che il prelato più importante della città, il preposto non era solo quello di San Lorenzo, ma erano due e con la stessa importanza, erano saltati tutti gli equilibri politici ed ecclesiastici vecchi di almeno tre secoli.
Intervenne allora Carlo Bartoli, potentissimo capo della Fraternita del Sacro Latte e manovratore occulto delle fortune del Monte Pio, che per dare maggior prestigio a San Lorenzo dette il via, in quell'anno, alla fondazione del monastero di Santa Maria del Latte in modo da riequilibrare, anche in senso monastico, le disparità tra le due chiese dato che Cennano aveva giurisdizione su quello della Ginestra. In seguito la Fraternita e il Monte Pio misero a disposizione importanti rendite per il mantenimento di altri canonici. Nel 1561 papa Pio IV elevò San Lorenzo al grado di Insigne Collegiata stabilendo che la chiesa dovesse avere un primicerio a capo di tutti gli altri religiosi in città, compresi quelli di Cennano.

Naturalmente questo tipo di operazione ecclesiastica, dai profondi risvolti politici, fu portata avanti anche con il consenso granducale. Fu infatti il potere civile a scegliere il primo monsignore nella figura di Benedetto Varchi, che all'epoca era il più celebre e importante personaggio legato in qualche modo alla città. Ma la scelta del Varchi era solo una decisione di facciata: in primo luogo il Varchi nel 1562 era ormai molto anziano, tanto che non mise mai piede a Montevarchi da monsignore e molto presto, nel 1565, morì nella sua villa fiorentina di Topaia; inoltre la famiglia di Benedetto era anch'essa affiliata alla Fraternita del Latte e coinvolta nelle lotte di potere relative a San Lorenzo, come quella di Baldassarre Nannocci, scelto dall'umanista per farsi rappresentare in città.

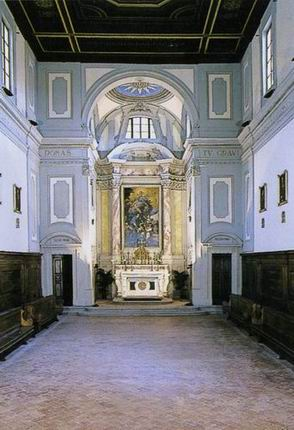
L'interno dell'oratorio di San Niccolò a Vernio

Dopo l'elevazione a collegiata, quella che si chiamava ufficialmente, dal 1516, la Fraternita del Latte, grande patrona della chiesa, decise di intraprendere lavori di restauro al coro e alla facciata, che si conclusero alla fine del secolo. Nello stesso periodo la chiesa ebbe i consueti, tardo-cinquecenteschi ammodernamenti in senso controriformistico, di cui rimangono oggi in chiesa poche testimonianze, come la pala di Giovanni Balducci e le due tele di Angelo Righi.
In seguito, ormai nel Seicento, si intraprese un primo rifacimento dell'edificio a partire dal 1637 che però si protrasse per tutto il secolo: innanzitutto si procedette ad un importante ampliamento ed in secondo luogo si realizzò un nuovo presbiterio e due piccole cappelle laterali.

### La nuova Collegiata settecentesca
Nel 1706 il proposto della Collegiata Angiolo Domenico Soldani Benzi commissionò a suo fratello Massimiliano il rifacimento totale dell'edificio che includesse un nuovo ampliamento. A parte il macroscopico conflitto d'interesse, Soldani Benzi, che non era un architetto ma uno scultore e medaglista di fama, si occupò soprattutto dell'assetto ornamentale della nuova chiesa e delle decorazioni in bronzo, sua specialità, mentre si avvalse, per le modifiche strutturali, dell'architetto fiorentino Giovan Battista Bettini e per le decorazioni marmoree del carrarese Giovanni Baratta. Soldani e Bettini, nemmeno un anno prima, avevano edificato l'oratorio di San Niccolò a Vernio, di cui la collegiata montevarchina appare uno sviluppo in scala più grande. La pianta della chiesa rimase più o meno la stessa, ma nella chiesa, di nuovo ampliata, si costruì un nuovo coro, affiancato da due basse cappelle, sormontate a loro volta da scenografici terrazzini, e si aprirono le due grandi cappelle laterali. I lavori, che costarono un notevole impegno finanziario, si protrassero per tre anni e si conclusero nel 1709, mentre l'apparato decorativo fu ultimato nel 1722. All'esterno, date le nuove dimensioni della chiesa, venne modificata la facciata, scandita da tre fasce sovrapposte, dalla quale venne tolto il bassorilievo duecentesco del Martirio di san Lorenzo anche se si scelse di lasciare al suo posto la terracotta robbiana che rappresenta Guido Guerra e la consegna della reliquia del latte.
Nella ristrutturazione settecentesca fu rimossa sia la Cappella del Sacro Latte, nota anche come tempietto robbiano, sia il fonte battesimale entrambi decorati con terrecotte di Andrea della Robbia. Le smontate formelle robbiane vennero murate alla rinfusa nella sacrestia della chiesa e lì rimasero fino al 1973 quando il tempietto venne ricostruito nell'attuale museo parrocchiale.
Nel 1894 venne collocata, nel campanile che ospita, la statua di San Lorenzo sopra l'orologio, opera di Pietro Guerri. Per quanto riguarda la facciata, nel 1932 venne collocato l'attuale moderno bassorilievo del Martirio di san Lorenzo dello scultore Giovanni Bianchi, in sostituzione di quello duecentesco rimosso nel 1880 per preservarla dal tempo e dalle intemperie.

## Descrizione

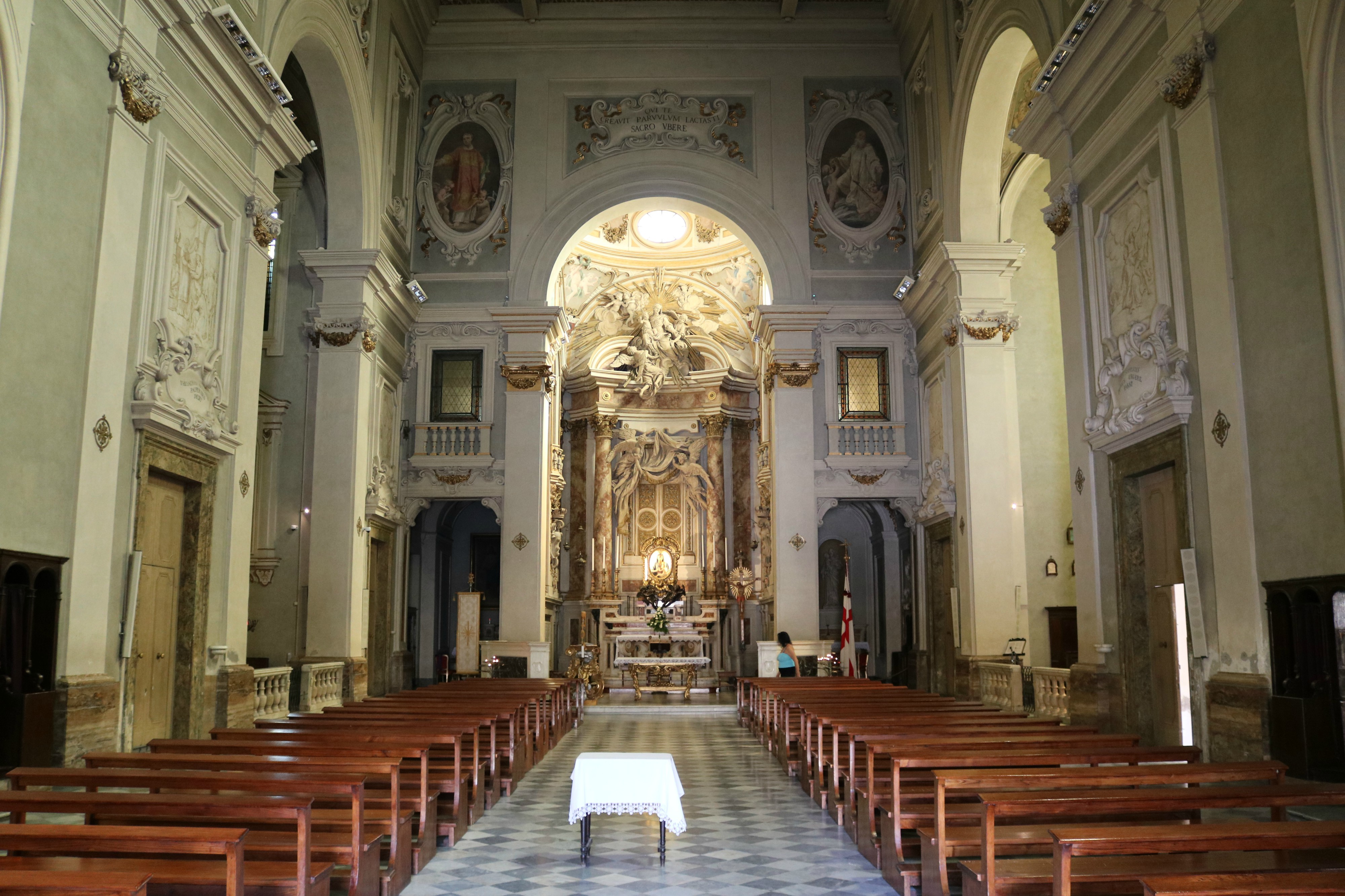
Veduta dell'interno

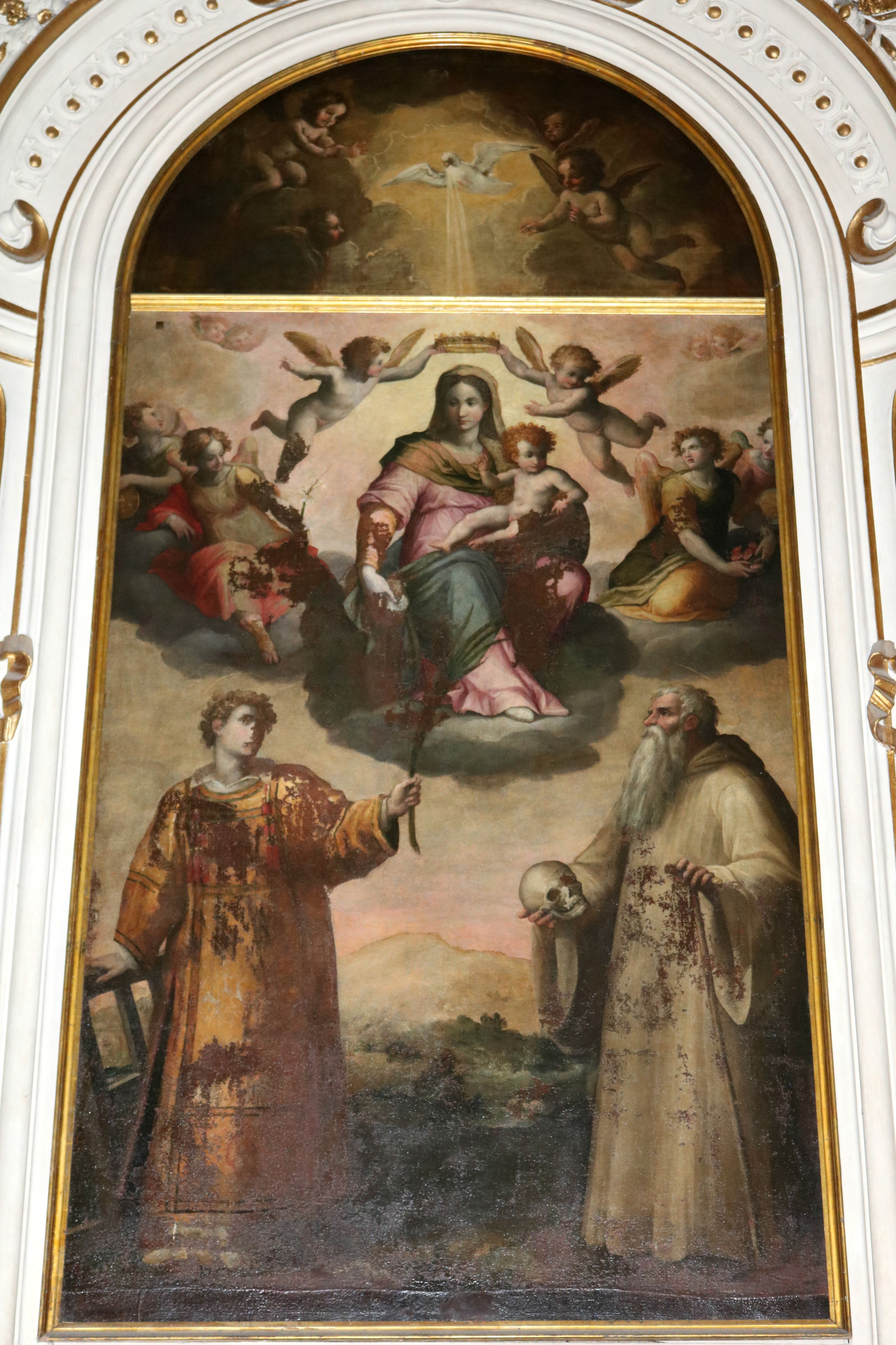
Madonna in gloria tra i santi Lorenzo e Macario di Giovanni Balducci, detto Il Cosci, fine sec. XVII

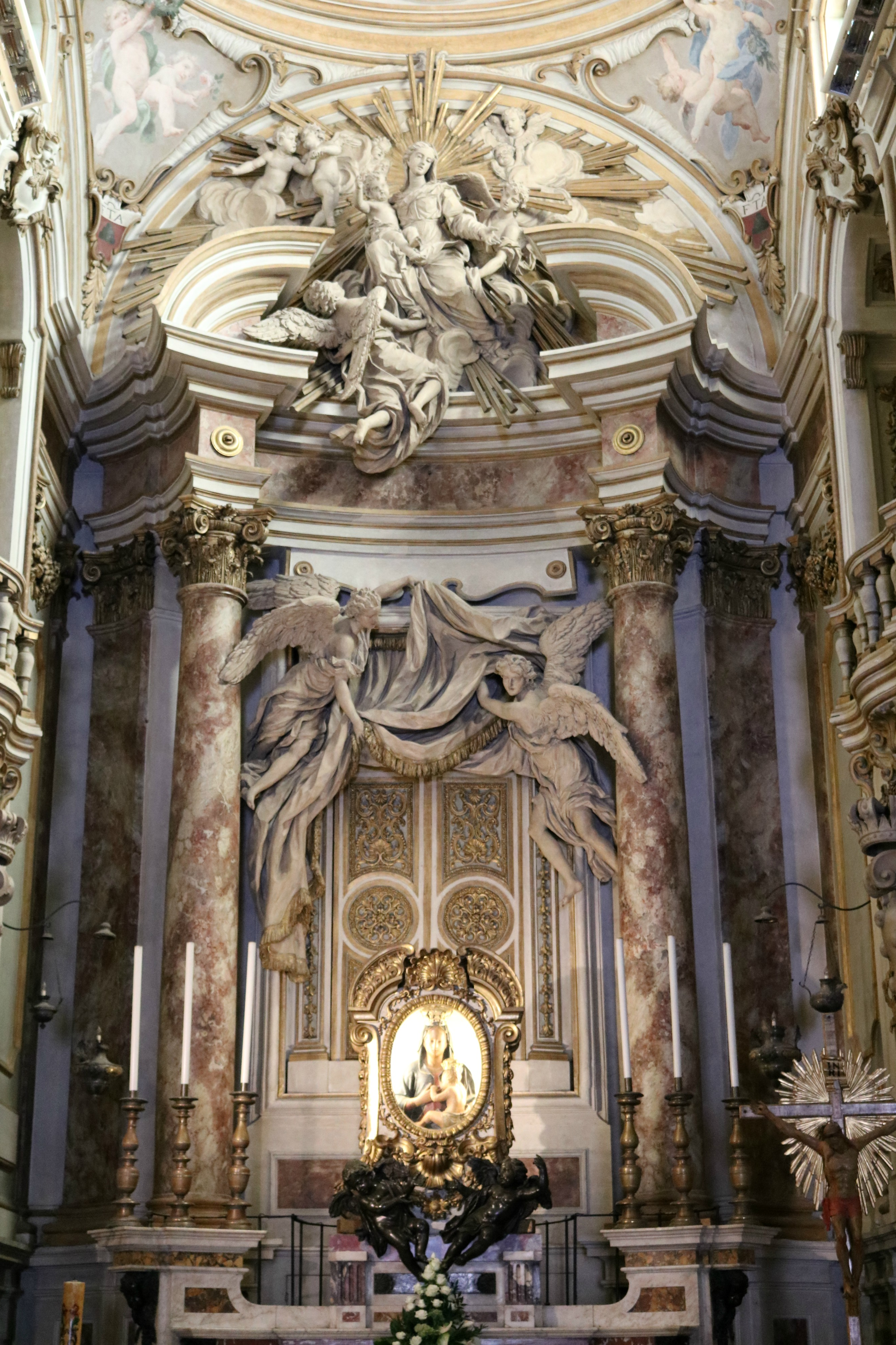
L'altare maggiore

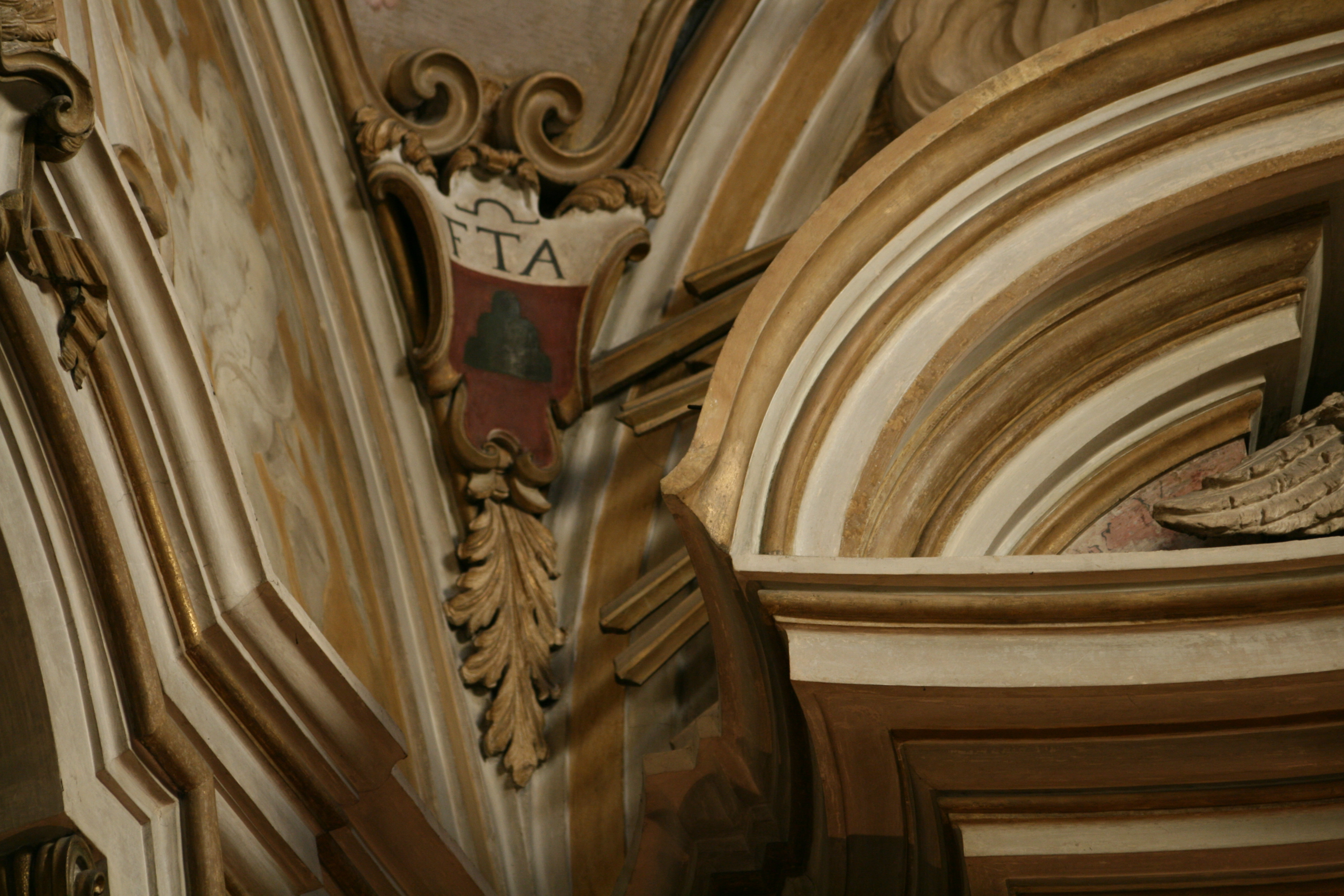
Una delle tante versioni dello stemma della Fraternita del Sacro Latte

### La facciata
La facciata è sostanzialmente ancora quella settecentesca, nonostante i rimaneggiamenti di epoca moderna, otto-novecentesca.

### Interno
L'interno è a croce latina, con la navata corredata di due altari laterali ed aperta in due grandi cappelle. La navata venne arricchita dagli affreschi di Giovanni Camillo Sagrestani e di Matteo Bonechi raffiguranti episodi della vita di San Lorenzo oggi quasi del tutto sbiaditi. Sulla parete di sinistra, guardando l'altare maggiore, dalla sagrestia verso l'ingresso si riconoscono:
- Incontro tra il diacono Lorenzo e papa Sisto II
- San Lorenzo che distribuisce ai poveri le sue ricchezze
- San Lorenzo che rende la vista a un cieco

Nella parete di destra andando dall'ingresso verso l'altare:
- San Lorenzo che discute con il prefetto di Roma
- San Lorenzo che mostra al prefetto poveri e bambini, unico vero tesoro della sua Chiesa
- Martirio di San Lorenzo

Ai lati del presbiterio nei due grandi ovali in alto sono ritratti i patroni di Montevarchi ovvero San Lorenzo a destra e San Macario Alessandrino sulla sinistra. Negli altri due ovali speculari della facciata interna si vedono a destra la Consegna della reliquia del latte e, a sinistra, Leone X in visita a Montevarchi.
Vicino all'ingresso è un'inserzione tardo-ottocentesca, la cappella ricavata da alcuni ambienti della canonica in funzione di battistero, con un fonte marmoreo opera ottocentesca di Luigi Magi di Asciano. Qui si conservano anche le spoglie della beata Maria Teresa Scrilli.

### Altari laterali
L'altare di destra, dedicato a San Lorenzo, è adornato da una tela con la Madonna col Bambino e i santi Lorenzo e Macario di Giovanni Balducci, detto il Cosci, databile al 1580-1590 circa e che era collocata, nella più antica chiesa, ad un altare dedicato allo satesso santo. Era questo il quadro che nell'antica festa del perdono serviva a decorare l'altare esterno per la grande messa all'aperto.
L'altare a sinistra è dedicato alla Madonna del Rosario ed è corredato da una tela di autore ignoto raffigurante la Madonna del Rosario con san Domenico di Guzmán, santa Caterina da Siena, san Francesco e san Luigi IX, datata 1671. La lunetta al di sopra con Dio Padre tra angioletti è databile agli anni trenta del Settecento.

### Cappelle laterali
Tra le due cappelle vere e proprie quella di destra è dedicata al Crocifisso e fino al 1975 conservava un crocifisso ligneo del XVII secolo che attualmente si trova nel museo parrocchiale. Al suo posto c'è oggi un altro crocifisso opera dello scultore montevarchino Renzo Brandi. Alle pareti due tele che raffigurano Sant'Andrea e San Giacomo, opera di Angelo Righi, allievo di Muziano, firmate e date 1597. Sulla cupoletta un affresco di Sagrestani e Bonechi con Abramo e Isacco che si recano al monte per il sacrificio.
La cappella di sinistra è impreziosita dall'Adorazione dei Magi di Matteo Rosselli datato 1607, che proviene dal convento di Santa Maria della Disciplina, o del Portico, presso Galluzzo, poi trasferito nel 1814 nella chiesa di San Ludovico e successivamente, dopo una permanenza nel Museo di arte sacra, a questo altare. Anche qui, sulle pareti laterali, due tele ma quasi del tutto sfigurate, mentre la relativa cupoletta è affrescata con il Re di Gerusalemme Melchisedec che compie un sacrificio rituale.
Nelle due cappelle si conservano anche due urne lignee che contengono i resti di due martiri protocristiani provenienti dalla catacombe di Roma. A destra san Cesareo, precedentemente conservata nella chiesa di Sant' Antonio, e a sinistra santa Giustina.

### Altare maggiore
Risalente agli anni 1706-1709 è il gruppo marmoreo di Giovanni Baratta, che raffigura in alto un gruppo di angeli che sorreggono una Madonna con Bambino e sotto altri due angeli che sollevano una cortina che idealmente dovrebbe coprire il tabernacolo in cui è conservata la reliquia del latte. L'ampolla del latte, a sua volta contenuta in un reliquiario di Massimiliano Soldani Benzi, è custodita dietro a due falsi sportelli lignei che in realtà sono un pezzo unico che si apre a scorrimento verticale.
Più tardo, del 1734, è l'altare vero e proprio realizzato con le offerte di una compagnia detta degli "Agonizzanti". A parte una coppia di angioletti in bronzo, sempre di Soldani, spicca sull'altare l'edicola in legno con finestra ovale che contiene la scultura in terracotta policroma di una Madonna del Latte, opera dell'ambito ghibertiano della prima metà del Quattrocento, forse realizzata tra 1437 e 1446 e che in origine si trovava nel tempietto robbiano.
Davanti all'altare sta il coro marmoreo rivestito in legno scolpito mentre ai lati si aprono due piccole cappelline: una, quella di sinistra, dedicata al Sacro Cuore e quella di destra intitolata a San Giuseppe con una statua del santo opera di Pietro Guerri. Su uno dei lati è raffigurata, in stucco, una "berta" che era lo strumento che i lavoratori delle "spalle d'Arno" usavano per piantare i pali sugli argini del fiume.
Nei restauri finiti nel 1991 sulla cupola della cappella maggiore sono stati rinvenuti altri affreschi che rappresentano una Gloria della Vergine Assunta con la Trinità e i santi, di Matteo Bonechi (1720-1722).

### Le sagrestie
La sagrestia vecchia, alla sinistra dell'altare maggiore, ospita oggi il Museo di arte sacra.
Quella di destra, la sagrestia nuova, contiene degli enormi armadi in legno con impresso, tanto per cambiare, lo stemma della Fraternita del Latte di cui, per altro, è tappezzata tutta la chiesa. E ancora vi si trovano un crocifisso ligneo del XV secolo, e due tele tardo cinquecentesche di ignoto in cornici ottagonali che raffigurano un Sant'Antonio Abate che porta il pane a un eremita e Gesù condotto al Calvario e la Veronica. Entrambe le pitture portano lo stemma dei Ciaperoni.

### Organo a canne
Sulla cantoria in controfacciata si trova l'organo a canne. Esso venne costruito da un organaro cortonese (tradizionalmente individuato in Onofrio Zeffirini) nel 1569 e rifatto da Luzio Romani nel 1597; nuovi restauri vennero effettuati dall'empolese Giovanni Battista Guidetti nel 1690 e nel 1697, da Felice Antonio Parlicini nel 1711-1712 e da Giuseppe Rittenfels nel 1816. Nel 1835 Michelangelo Paoli lo ricostruì riutilizzando il materiale antico; un ulteriore restauro fu condotto nel 1894 da Demetrio Bruschi. L'organo, nella sua conformazione attuale, è a trasmissione integralmente meccanica e dispone di 25 registri; al centro della parete anteriore della cassa barocca, al di sotto della mostra che si articola in più campi, si apre a finestra la consolle, la quale dispone di un'unica tastiera e pedaliera, con i registri comandati da pomelli disposti in due colonne verticali alla destra del manuale.